# 吳一元
吳一元（?—?），號見始，山東曹州府范縣（今山東省莘縣）人，明末清初政治人物。

## 生平
明崇禎三年（1630年）庚午科山東舉人，崇禎四年（1631年）聯捷辛未科進士，授香河知县，补安東縣，七年升工部虞衡司主事，八年回乡。歷任陝西莊浪道參議。
明亡後仕清。順治二年（1645年），擔任山西布政使司參議、河東道。順治三年，任陝西按察使司副使、固原兵備道。順治五年，任浙江布政使司參政，兼按察使司僉事、溫處道。順治八年，任四川按察使。順治九年，任四川右布政使。
有兄吳一化，弟吳一脉，子吳開世。